# Cimitero di guerra di Ancona
Il cimitero di guerra di Ancona, o Ancona War Cemetery, è un cimitero per i militari britannici e del Commonwealth caduti durante la seconda guerra mondiale che si trova in località Tavernelle, ad Ancona.
Il cimitero dà sepoltura a oltre mille caduti prevalentemente del 1944, in maggioranza britannici ma anche canadesi, neozelandesi, australiani, sudafricani, indiani ed altri provenienti da paesi del Commonwealth. Il cimitero raccoglie i caduti in una area vasta compresa tra Pescara e Pesaro ed è stato realizzato dalla commissione del Commonwealth per le onoranze ai caduti di guerra.

## Galleria d'immagini

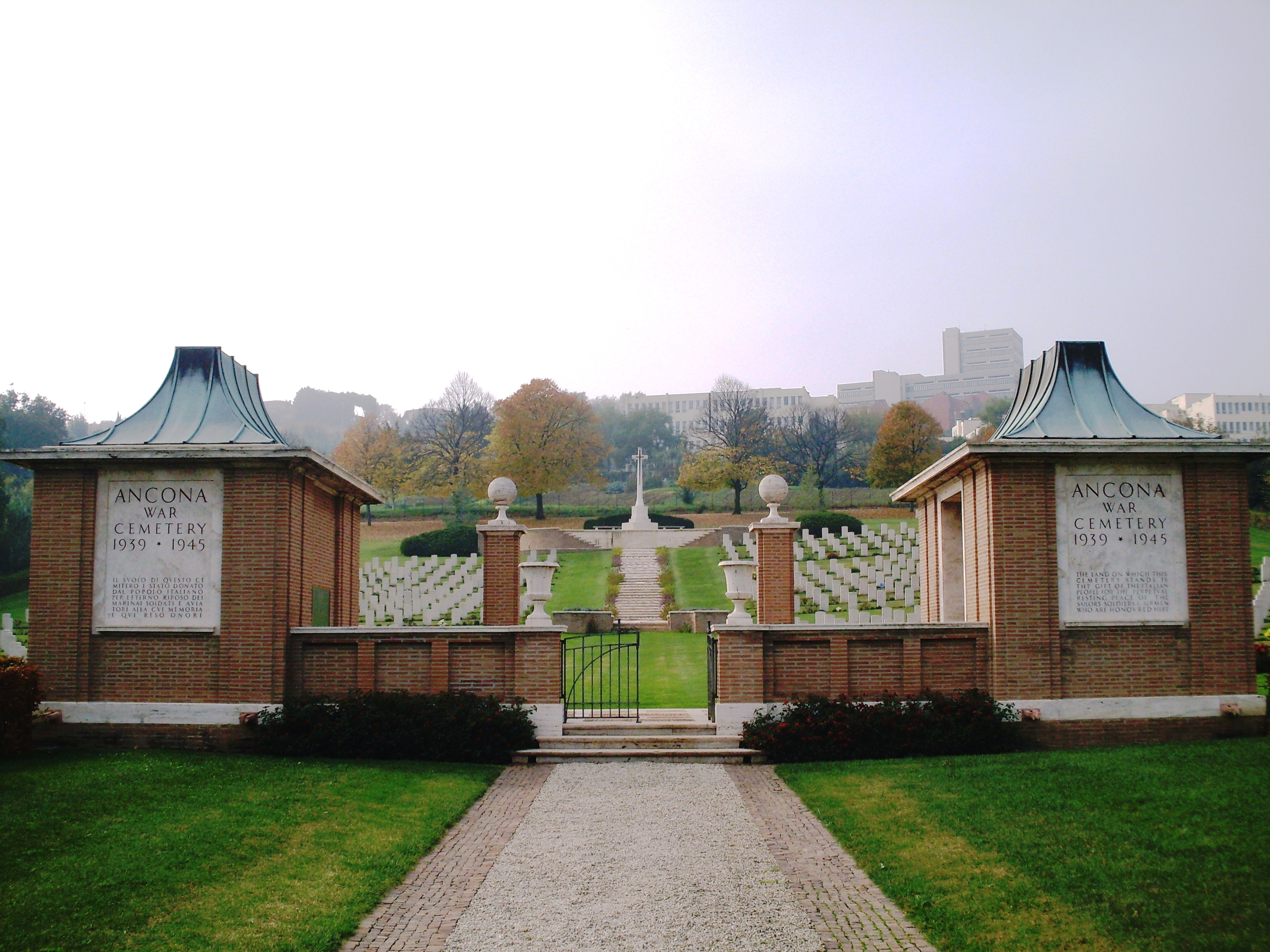
Cimitero di Guerra - ingresso
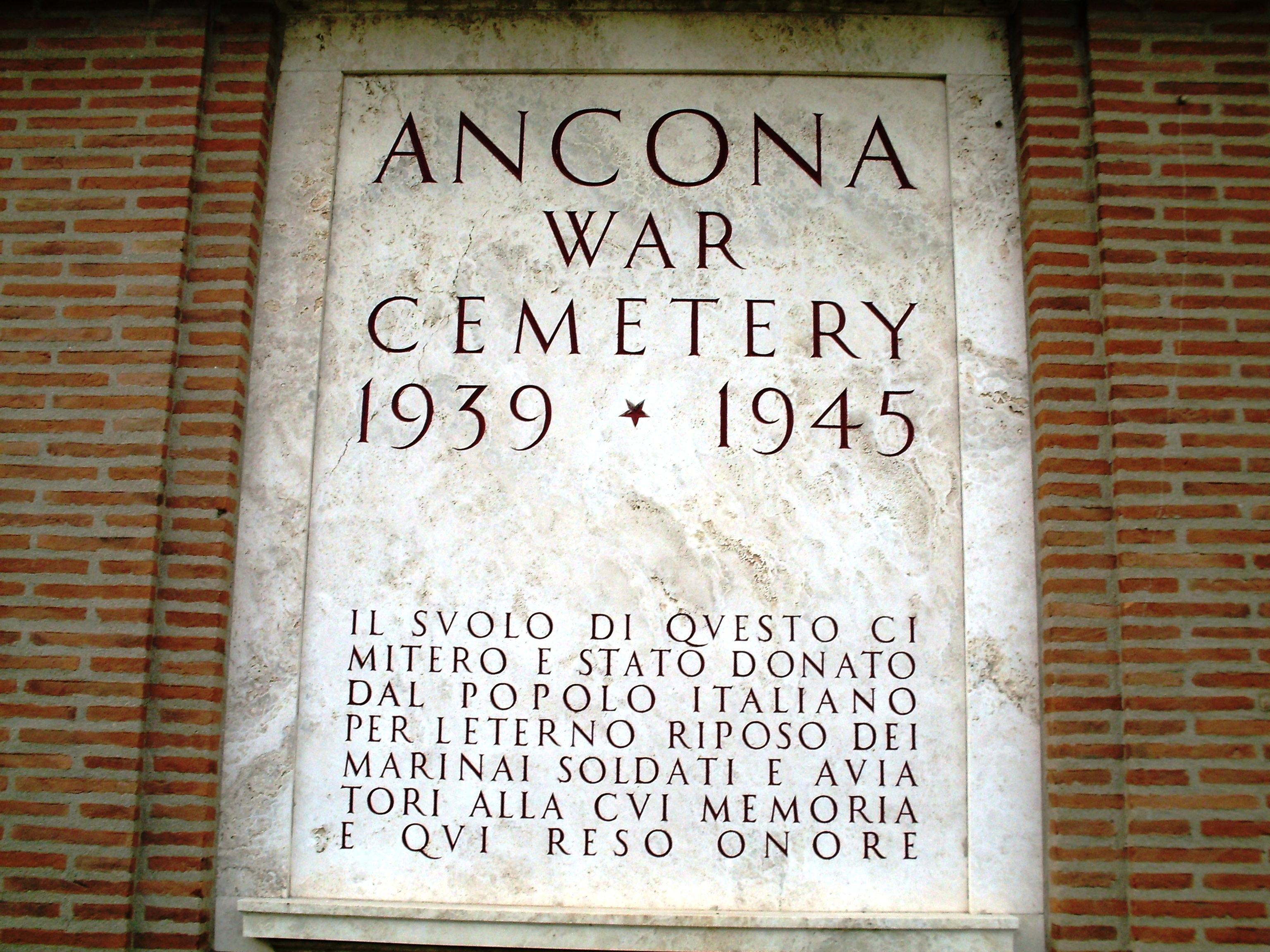
Cimitero di Guerra - targa italiana
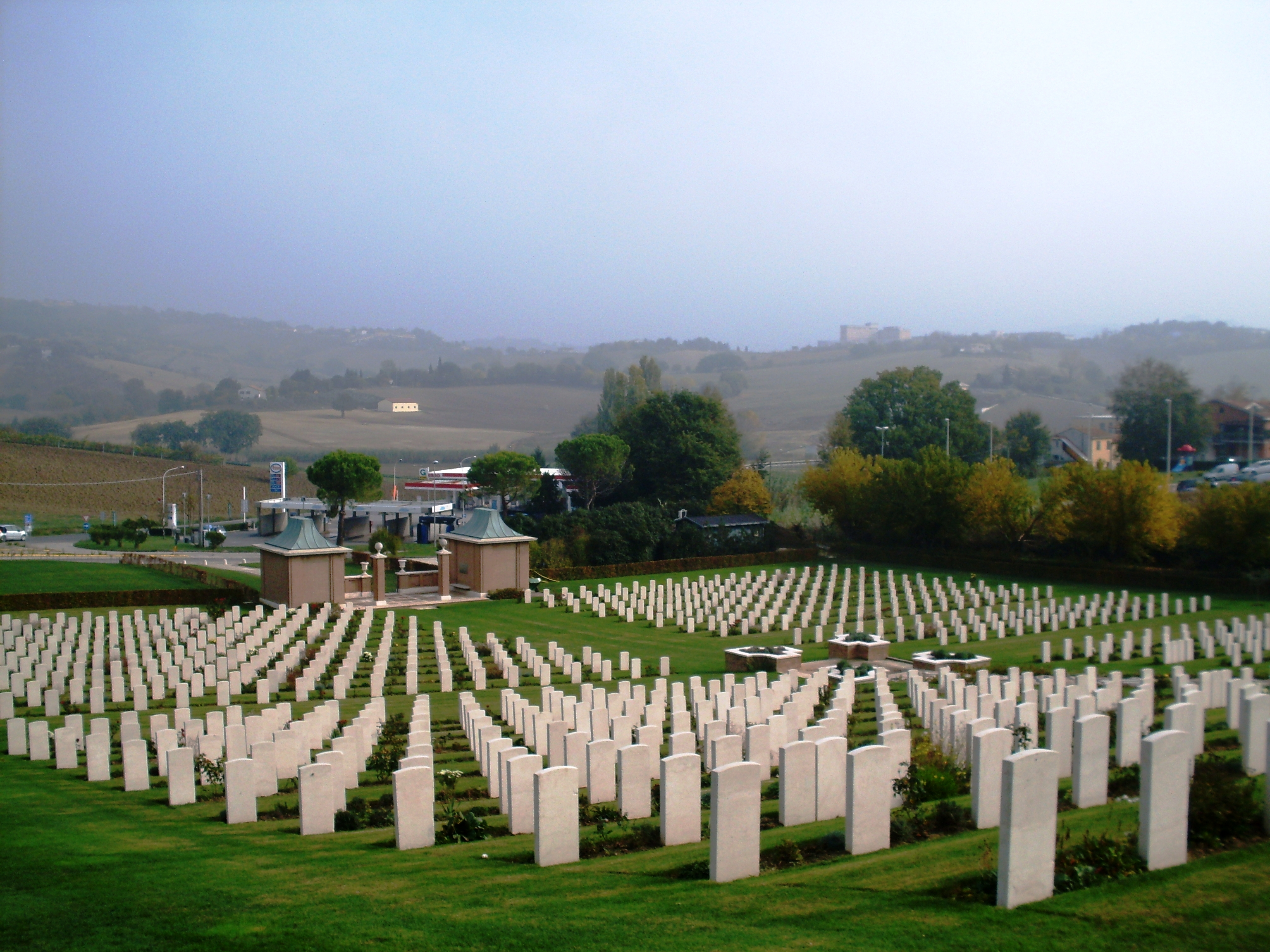
Cimitero di Guerra - vista
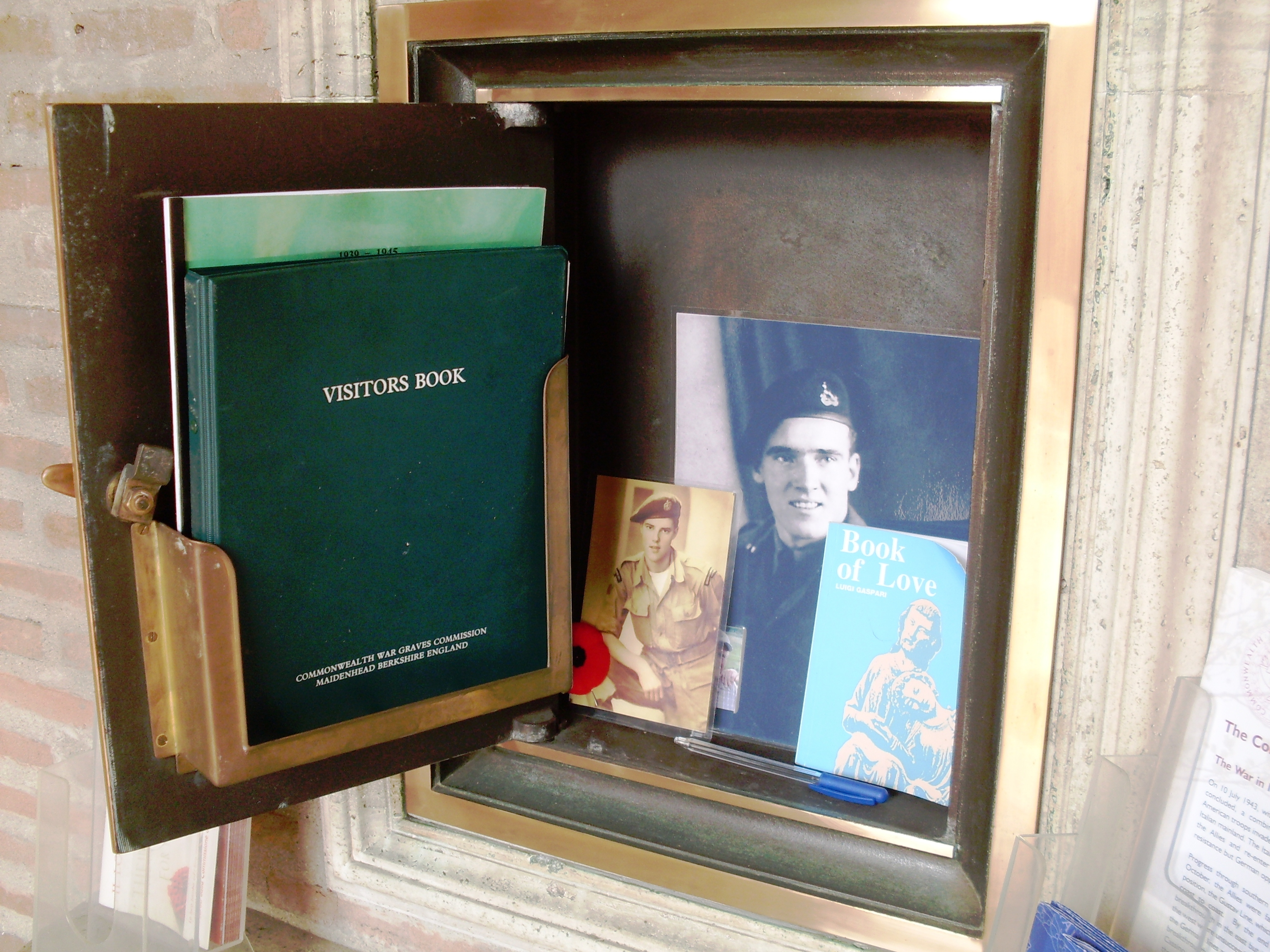
Cimitero di Guerra - libro dei visitatori
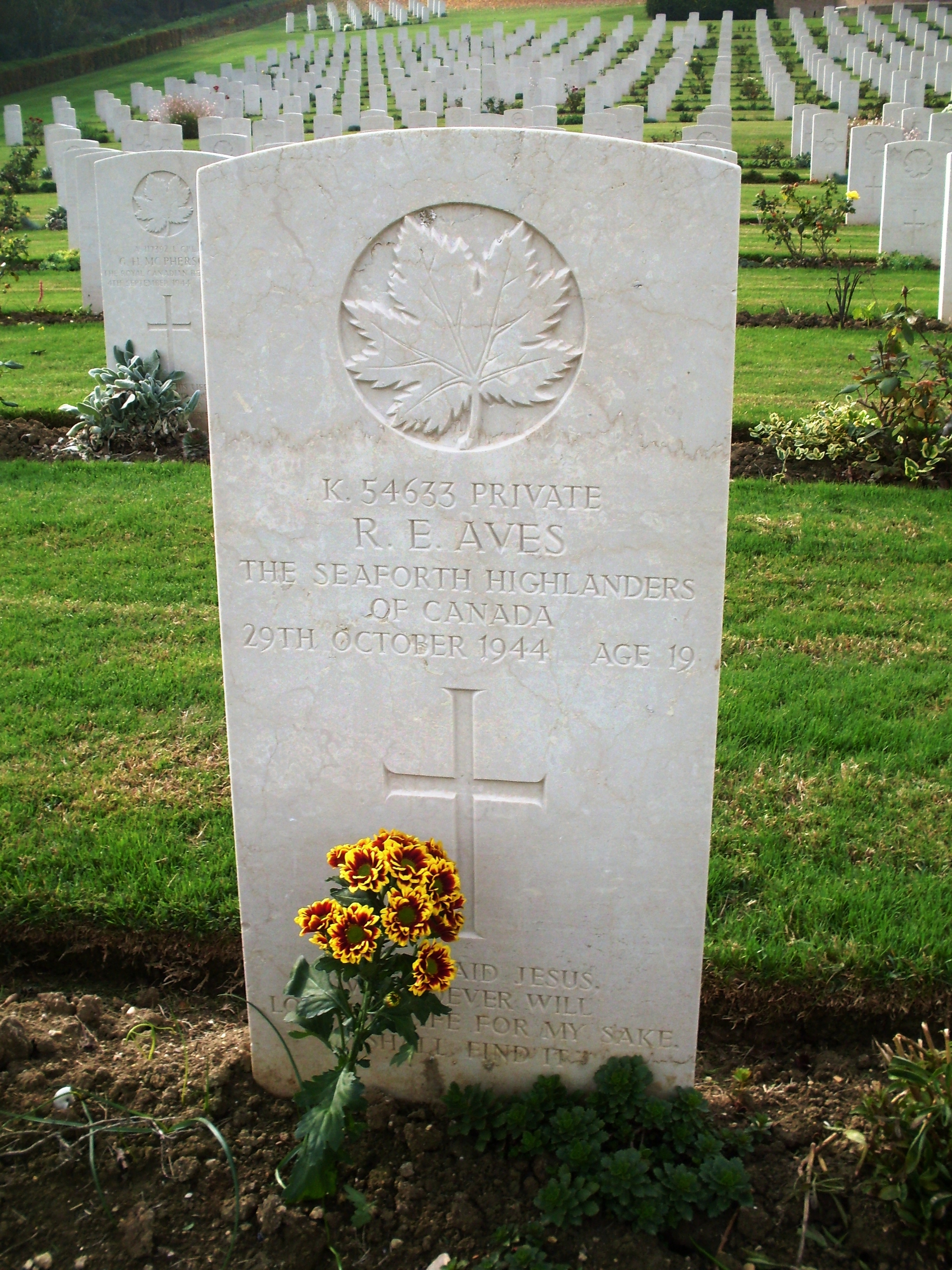
Cimitero di Guerra - lapide canadese
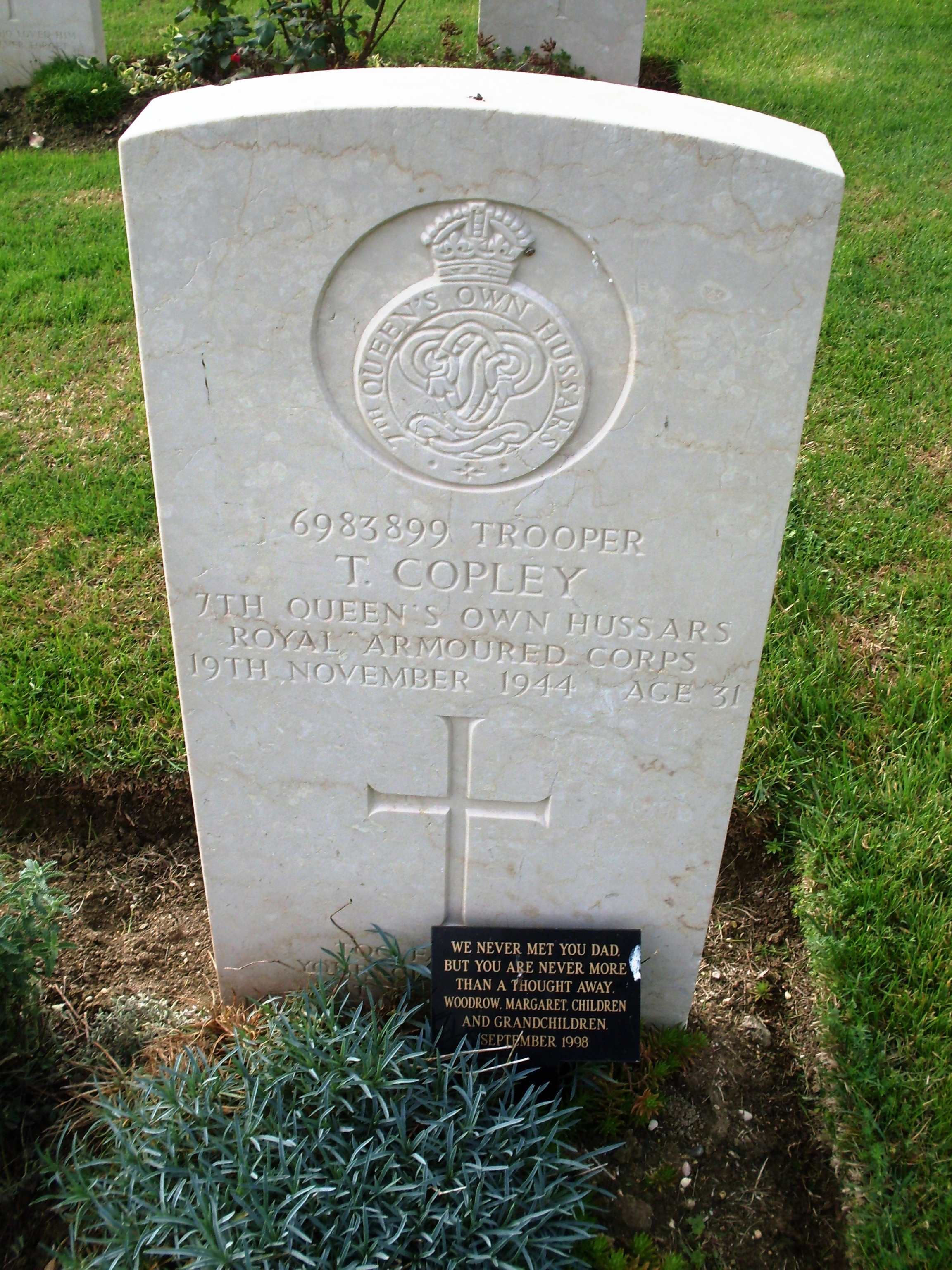
Cimitero di Guerra - lapide britannica